# Кулуунда
Кулуу́нда (англ. Kuluunda) — традиційна громада у складі дистрикту Саліма Центрального регіону Малаві.
Населення — 19521 особа (2018).